# Thripophaga fusciceps
Thripophaga fusciceps là một loài chim trong họ Furnariidae.